# Корендій Михайло Васильович
Миха́йло Васи́льович Коренді́й (1908 , Станиславів, Цислейтанія  — невідомо ) — український державний діяч. Депутат Верховної Ради УРСР першого скликання (1940–1947).

## Біографія
Народився 1908 року в Станіславі, тепер Івано-Франківськ, Івано-Франківська область, Україна.
У 1939 році, після приєднання Західної України до СРСР, працював токарем, начальником Станіславських залізничних майстерень сигналізації і зв'язку (Транссигналзв'язок).
24 березня 1940 року обраний депутатом Верховної Ради УРСР першого скликання по Галичському виборчому округу № 361 Станіславської області.
Станом на 1945 рік — головний механік шкірзаводу в Станіславі, у 1948 році — головний механік шкірзаводу в Болехові